# Regels van Hume-Rothery
De regels van Hume-Rothery, vernoemd naar de Engelse metallurg William Hume-Rothery (1899 – 1968), beschrijven de voorwaarden voor de menging van een element in een metaal waarbij een vaste oplossing wordt gevormd.
De regels zijn relatief simpel:
- De diameters van de te mengen atomen mogen niet meer dan 15% van elkaar verschillen.
- De te mengen metalen dienen een vergelijkbare elektronegativiteit te hebben.
- De kristalstructuren dienen vergelijkbaar te zijn.
- Een metaal met een lagere valentie lost beter op in een metaal met een hogere valentie dan andersom.

Op grond van deze regels wordt onder andere verklaard waarom goud en nikkel slecht mengen: de roosterconstanten van beide metalen verschillen een factor 1,15.